# Vicariato apostolico di Mongo
Il vicariato apostolico di Mongo (in latino: Vicariatus Apostolicus Mongensis) è una sede della Chiesa cattolica in Ciad immediatamente soggetta alla Santa Sede. Nel 2022 contava 10.050 battezzati su 3.726.080 abitanti. È retto dal vescovo Philippe Abbo Chen.

## Territorio
Il vicariato apostolico comprende tutta la parte centro-orientale del Ciad, che si estende su una superficie di 540.000 km² (il 42% del totale nazionale). Comprende, precisamente, le province di Guéra, Batha, Ouaddaï, Wadi Fira, Ennedi Est, Ennedi Ovest e Salamat.
In questo immenso territorio, grande quasi due volte l'Italia, il vicariato conta 6 parrocchie, ciascuna delle quali si estende, mediamente, su una superficie grande quanto quattro volte l'Emilia-Romagna.
Sede vicariale è la città di Mongo, dove si trova la cattedrale di Sant'Ignazio.

## Storia
La prefettura apostolica di Mongo fu eretta il 1º dicembre 2001 con la bolla Universae Ecclesiae di papa Giovanni Paolo II, ricavandone il territorio dall'arcidiocesi di N'Djamena e dalla diocesi di Sarh.
Il 3 giugno 2009 la prefettura apostolica è stata elevata a vicariato apostolico con la bolla Cum in Apostolica di papa Benedetto XVI.

## Cronotassi dei vescovi
Si omettono i periodi di sede vacante non superiori ai 2 anni o non storicamente accertati.
- Henry Coudray, S.I. (1º dicembre 2001 - 14 dicembre 2020 ritirato)
- Philippe Abbo Chen, dal 14 dicembre 2020

## Statistiche
Il vicariato apostolico nel 2022 su una popolazione di 3.726.080 persone contava 10.050 battezzati, corrispondenti allo 0,3% del totale.
| anno | popolazione | popolazione | popolazione | presbiteri | presbiteri | presbiteri | presbiteri                | diaconi | religiosi | religiosi | parrocchie |
| anno | battezzati  | totale      | %           | numero     | secolari   | regolari   | battezzati per presbitero | diaconi | uomini    | donne     | parrocchie |
| ---- | ----------- | ----------- | ----------- | ---------- | ---------- | ---------- | ------------------------- | ------- | --------- | --------- | ---------- |
| 2001 | 3.796       | 1.528.136   | 0,2         | 7          | 3          | 4          | 542                       |         | 4         | 13        | 6          |
| 2002 | 4.762       | 1.528.136   | 0,3         | 4          | 2          | 2          | 1.190                     |         | 3         | 9         | 6          |
| 2003 | 5.250       | 1.700.000   | 0,3         | 7          | 4          | 3          | 750                       |         | 6         | 12        | 6          |
| 2004 | 5.250       | 1.700.000   | 0,3         | 9          | 5          | 4          | 583                       |         | 7         | 13        | 6          |
| 2008 | 6.000       | 1.700.000   | 0,4         | 9          | 6          | 3          | 666                       |         | 5         | 13        | 6          |
| 2010 | 6.000       | 1.950.000   | 0,3         | 8          | 4          | 4          | 750                       |         | 6         | 9         | 6          |
| 2014 | 5.312       | 2.121.000   | 0,3         | 11         | 4          | 7          | 482                       |         | 8         | 14        | 6          |
| 2017 | 5.400       | 2.304.600   | 0,2         | 10         | 3          | 7          | 540                       |         | 7         | 9         | 5          |
| 2020 | 5.950       | 2.537.800   | 0,2         | 13         | 4          | 9          | 457                       |         | 10        | 5         | 6          |
| 2022 | 10.050      | 3.726.080   | 0,3         | 13         | 4          | 9          | 773                       |         | 16        | 9         | 6          |